# Gonçalo Vasques de Azevedo
Gonçalo Vasques de Azevedo (c. 1332 – Batalha de Aljubarrota, 14 de Agosto de 1385), 1.º Senhor da Lourinhã, de Figueiró dos Vinhos e de Pedrógão Grande, Alcaide-Mor de Santarém e de Torres Novas. Foi o 1.º Marechal do Reino de Portugal.

## Biografia
Era filho sacrílego de D. Fernando Pires, Dom Prior-Mor do Mosteiro de Santa Cruz de Coimbra, e de Teresa Vasques de Azevedo, nascida em 1280 ou c. 1302, Freira no Mosteiro de Lorvão, filha de Vasco Pais de Azevedo, 7.º Senhor do Couto de Azevedo, e de Maria Rodrigues de Vasconcelos, 5.ª Senhora de Santa Maria da Torre de Vasconcelos.
Muito privado deste Rei, teve o Senhorio e a Alcaidaria-Mor da Lourinhã, e os Senhorios de Figueiró dos Vinhos e de Pedrógão Grande de D. Fernando I de Portugal em 1373 e foi legitimado por Carta Real do mesmo Rei de 27 de Fevereiro de 1375. Foi o 1.º Marechal do Reino de Portugal em 1383, Embaixador a Castela em 1383, Alcaide-Mor de Santarém e de Torres Novas, etc.
Foi um dos mais fiéis partidários da Rainha D. Leonor Teles e seguiu as partes de D. Beatriz de Portugal, mulher de D. João I de Castela. Em consequência disso, depois de lhe ter dado, a 1 de Abril de 1384, todos os bens que Gonçalo Vasques de Azevedo tinha em Almada, a 17 de Setembro de 1384 o Mestre de Avis deu a Estêvão Lourenço uma Quinta que Gonçalo Vasques de Azevedo tinha em Arantela, que chamam de Cocena, a 6 de Outubro de 1384 o Mestre dá a Afonso Furtado a Quinta da Telhada, que foi de Gonçalo Vasques de Azevedo, «que he e foe em nosso desrujço e foe e he em detrujçom destes regnos» e o Mestre de Avis doou a 1 de Maio e a 10 de Outubro de 1385 ao 27.º Arcebispo de Braga Primaz das Espanhas D. Lourenço Vicente, bem como todos os bens que ele e sua mulher aí tinham. Morreu na Batalha de Aljubarrota contra o Mestre de Avis com o seu filho mais velho.
Casou com Inês Afonso, Dama da Rainha D. Leonor Teles, da qual teve: 
- Álvaro Gonçalves de Azevedo (c. 1357 - Batalha de Aljubarrota, 14 de Agosto de 1385), 1.º Senhor da Honra de São Martinho de Babo, Alcaide-Mor de Alenquer e 1.º Senhor de Juro e Herdade de Buarcos, que morreu com seu pai[2]
- Leonor Gonçalves de Azevedo, casada em 1379 com Gonçalo Vasques Coutinho ou Gonçalo Vaz Coutinho (c. 1358 - d. 23 de Março de 1421), Senhor do Couto de Leomil e 1.º Senhor de Armamar e 2.º Marechal do Reino de Portugal pelo casamento em 1385, Alcaide-Mor de Trancoso e de Lamego e Copeiro-Mor da Rainha D. Filipa de Lencastre, etc., do qual foi primeira mulher, com geração
- Martim Gonçalves de Azevedo, aliás Martín González de Acevedo, que passou a Castela e dele descendem os Condes de Monterrey por varonia e os Condes de Fuentes de Valdepero, e os de Ayala com os Marqueses de Monterroso, e não usam as Armas dos de Portugal, que dizem pai de: 
  - João Gonçalves de Azevedo, aliás Juan González de Acevedo (? - Salamanca, 24 de Março de 1424), Doutor,[2] Lente na Universidade de Salamanca, sepultado na Igreja de São Francisco de Salamanca com sua mulher Aldonza Díaz Maldonado, nascida cerca de 1406, com a qual casara em 1424, cujo filho póstumo foi ascendente dos de Acevedo de Espanha